# 에린 커밍스
에린 커밍스(Erin Cummings, 1977년 7월 19일 ~ )는 미국의 배우이다.

## 출연 작품
- 디재스터 아티스트 (2017)
- 매도프 (2016)
- 조니 프랭크 가렛츠 라스트 워드 (2016)
- 애스트로넛 와이브즈 클럽 (2015)
- 더 리빙 (2014)
- 자라스 로 (2014)
- 레이트 페이시스 : 늑대의 저주 (2014)
- 콜드 컴즈 더 나잇 (2013)
- 메이드 인 저지 (2012)
- 아이스맨 (2012)
- 프루트 오브 레이버 (2011)
- 팬 암 (2011)
- 디트로이트 1-8-7 (2010)
- 스파르타쿠스 1 : 블러드 앤 샌드 (2010)
- 다크 하우스 (2009)
- 인형의 집 (2009)
- 비치 슬랩 (2009)
- 웰컴홈 (2008)
- 업 클로즈 위드 캐리 키건 (2007)
- 비앤비 (1987)